# Pelle d'oca (Dargen D'Amico)
Pelle d'oca è un singolo del rapper e cantautore italiano Dargen D'Amico, pubblicato il 19 maggio 2023 come primo estratto dall'undicesimo album in studio Ciao America.

## Video musicale
Il video, diretto e montato da Matteo "Colomovie" Colombo, è stato reso disponibile il 19 maggio 2023 sul canale YouTube dell'artista.

## Tracce
Testi di Jacopo Matteo Luca D'Amico, musiche di Jacopo Matteo Luca D'Amico, Edwyn Roberts e Gianluigi Fazio.
1. Pelle d'oca – 2:44

## Formazione
Musicisti
- Dargen D'Amico – voce

Produzione
- Edwyn Roberts e Gianluigi Fazio – produzione